# Plameňáci

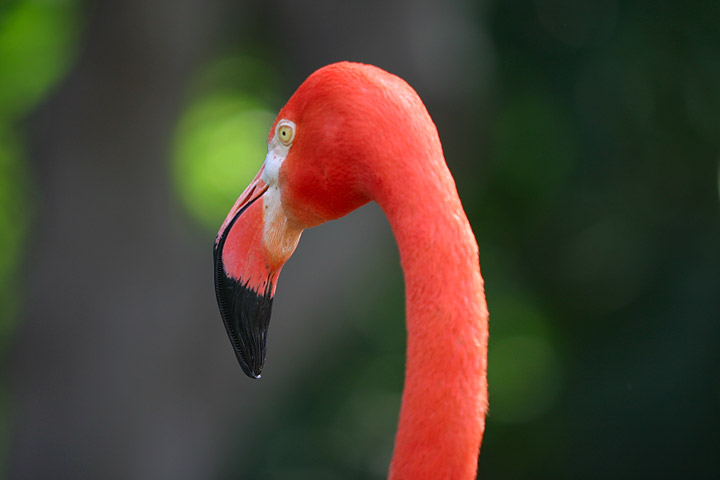
Hlava plameňáka.

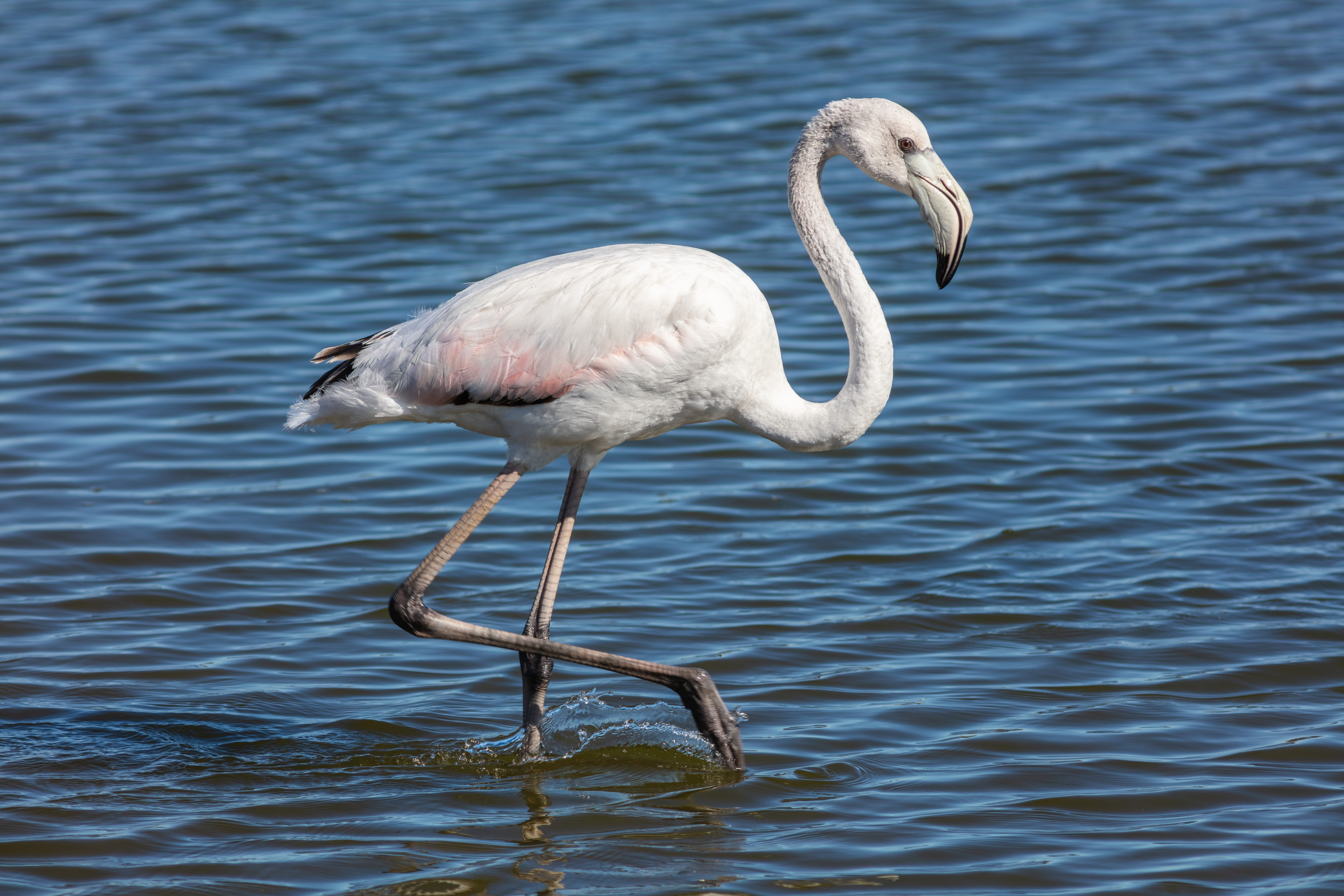
Plameňák růžový (Phoenicopterus roseus)

Plameňáci (Phoenicopteriformes) je řád vodních ptáků s dlouhým krkem i nohama. Zahrnuje čeleď plameňákovitých a vyhynulou čeleď Palaelodidae. Čeleď plameňákovitých tvoří 2 až 3 rody, všechny mají stejné české jméno plameňák.

## Výskyt
Jsou to původně obyvatelé slaných jezer a pobřežních moří s mělkými zálivy, mnozí se přizpůsobili i na sladkovodní potravu na rozsáhlých vnitrozemských jezerech. Žijí v tropech, subtropech i mírném pásmu v závislosti na dostatku potravy a klidu ke hnízdění. Vyskytují se dokonce v Andách v nadmořské výšce 3500 až 4500 m u termálních jezer, kde je voda teplá přes 60 °C a noční teploty vzduchu klesají pod bod mrazu. Nežijí ve východní Asii a v Austrálii.
Plameňáci nemají v přírodě mnoho nepřátel, vyskytují se převážně ve velkých množstvích. Postupně klesají pouze počty plameňáka andského, žijícího a množícího se v málo rozlehlé oblasti slaných horských jezer v Andách na území Argentiny, Bolívie, Chile a Peru, a proto je podle IUCN zařazen mezi zranitelné druhy.

## Popis
Plameňáci dosahují výšky 1 až 1,4 m a váhy 1,5 až 4,1 kg a přes svůj mohutný vzhled jsou poměrně lehcí, mají silně pneumatizovanou kostru. Rozpětí křídel u největších kusů může dosáhnout 1,6 metrů. Dlouhý, ohebný krk se 17 obratli je zakončen malou hlavu s téměř do pravého úhlu ohnutým zobákem uzpůsobeným k cezení vody. Při nasávání otevře zobák a mezi čelistmi vznikne rovnoměrná štěrbina, která reguluje maximální velikost nasávaných pevných elementů. Uvnitř po obou stranách zobáku jsou husté lamely, přes které jazykem vytlačuje ze zobáku vodu ven a na nich se zachytávají drobné vodní organismy, těmi se plameňáci živí. Velkou roli přitom hrají topořivá tělíska v zobáku, která se po sklopení hlavy naplní krví a několikanásobně zvětší. Tím měkké tkáně zobáku včetně jazyka ztuhnou a to usnadní přijímat potravu tak netradičním způsobem.
Poměrně velký zobák je obvykle červený s černou špičkou, u  kořene je potažen měkkou a citlivou kůží. Dlouhé nohy má až k tělu holé, tří přední prsty jsou propojeny plovací blánou usnadňující plavání, růžová až červená kůže na nich je s ohledem na brodění ve slané i velmi teplé vodě velmi silná. Mají dobrý zrak, ale téměř žádný čich. Samci jsou o poznání mohutnější. Jsou to společenští ptáci, obvykle žijí ve velikých hejnech. Rodu Phoenicoparrus čtvrtý, zadní prst chybí.
Po vodě plavou málo, chodí většinou po mělčinách, kde si nesmáčejí peří. Ke vzletu, ať již z vody nebo suché země, se musí rozběhnout k nabrání rychlosti. Létají s kupředu nataženým dlouhým krkem a nohama nataženýma dozadu za téměř neustálého rychlého mávání křídly, většinou v sevřených hejnech ve tvaru „V“. Při odpočinku stojí na jedné noze s hlavou ukrytou pod křídlem. Komunikují mezi sebou kejháním podobným husímu. Růžové až červené zbarvení plameňáků je podmíněno dostatkem určitých řas obsahující karoteny (při chování v zajetí, kde se tyto řasy nevyskytují, se musí pro zachování zbarvení karoten dodávat uměle, jinak by ptáci byli bílí). Peří mají plaměňáci měkké, na hlavě a krku krátké a řídké. Peří pravidelně obměňují, před hnízděním jen částečně vypelichají (pořizují se svatební šat) a po odstavení mláďat přepeřují úplně, vypadnou jim najednou všechny letky a ptáci nejsou po nějakou dobu schopni vzlétnout.

## Potrava
Potravu si získávají z nasávané a přes lamely zobáku filtrované vody, kdy jim v zobáku zůstávají drobní bezobratlí živočichové, korýši, měkkýši, hmyz a také řasy a rozsivky. Nohama víří bahno na dně, aby voda obsahovala více těchto organismů. Při větších hloubkách i plavou a hlavy mají ponořené u dna. Větší a menší druhy v závislosti na délce krku sbírají potravu z různých hloubek, proto si nekonkurují.

## Rozmnožování
Monogamní plameňáci hnízdí až na výjimky ve velikých i vícedruhových koloniích čítajících statisíce párů, vytvářejíce tak jedna z největších hnízdišť. Nejčastěji si vybírají ostrovy v mělkých lagunách nebo jezerech, kde jsou lépe chráněni před dravci. Po příletu do místa hnízdění započnou všichni najednou tok, skládající se z ritualizovaných postojů a hlasových projevů.
Hnízda stavějí z bláta přinášeného v zobáku, jsou to kopce vysoké přes 30 cm o průměru okolo 40 cm, mající za úkol ochránit vejce před zaplavením. Je až neuvěřitelná hustota hnízd, jež dosahuje 4 až 5 kusů na 1 m². Samice snese obvykle jen jedno vejce o váze 115 až 140 gramů (80 až 90 mm), na kterém se v sezení se samcem střídají, inkubace trvá 27 až 31 dnů. Narozené mládě pokryté šedým prachovým chmýřím má zobák rovný a nohy krátké.
Mláďata zůstávají v hnízdě 5 až 12 dnů, po tu dobu a ještě i později ho oba rodiče krmí výživnou tekutinou vytvářenou v zažívacím traktu obsahující bílkoviny, tuky a karoten. Je zajímavé, že o potravu žadonící mládě dokáže i u cizího ptáka, který třeba v této sezoně neměl mladé, vyvolat vytvoření této tekutiny a ten mládě nakrmí. Po opuštění hnízda odcházejí do „školek“ a společně již plavou a učí se lovit. Teprve asi za měsíc jsou zcela pokrytí řádným peřím. Pohlavně dospívají ve věku 3 až 5 let, dožívají se průměrně 30 až 40 roků.

## Taxonomie
Plameňáci jsou starobylou skupinou recentních ptáků, fosilní pozůstatky se nacházejí již z oligocénu před 34 až 23 milióny let. Za přímého předchůdce dnešní čeledě plameňákovitých je považován vyhynulý rod † Elornis z pozdního eocénu.
Za nejbližší příbuzné plameňákům byly považovány řády ptáků brodivých a vrubozobých, podle nejnovějších výzkumů je plameňákům nejbližší řád potápky. Skupina plameňáků a potápek byla pojmenována Mirandornithes, jejím původním předchůdcem je snad vyhynulý rod † Juncitarsus.
Někdy je rod Phoeniconaias považován jen za druh rodu Phoenicopterus, jindy jsou plameňák chilský a plameňák karibský řazeni jako poddruhy plameňáka růžového.
- rod Phoeniconaias Gray, 1869
  - plameňák malý (Phoeniconaias minor) (E. Geoffroy Saint-Hilaire, 1798)
- rod Phoenicoparrus Bonaparte, 1856
  - plameňák andský (Phoenicoparrus andinus) (Philippi, 1854)
  - plameňák Jamesův (Phoenicoparrus jamesi) (Sclater, 1886)
- rod Phoenicopterus Linnaeus, 1758
  - plameňák chilský (Phoenicopterus chilensis) Molina, 1782
  - plameňák růžový (Phoenicopterus roseus) (Pallas, 1811)
  - plameňák karibský (Phoenicopterus ruber) Linnaeus, 1758

Vyhynulé taxony:
- - † Phoenicopterus cope (Shufeldt, 1892)
  - † Phoenicopterus croizet Gervais, 1852
  - † Phoenicopterus floridanus Brodkorb, 1953
  - † Phoenicopterus minutus (Howard, 1955)
  - † Phoenicopterus stocki (L. Miller, 1944)
- † rod Elornis Aymard, 1856
  - † Elornis anglicus
- † rod Juncitarsus Olson et Feduccia, 1980
  - † Juncitarsus gracillimus Olson et Feduccia, 1980
  - † Juncitarsus merkeli Peters, 1987
- † rod Leakeyornis Rich et Walker, 1983
  - † Leakeyornis aethiopicus (Harrison et Walker, 1976)
- † rod Phoeniconotius A. H. Miller, 1963
  - † Phoeniconotius eyrensis A. H. Miller, 1963

## Chov vzoo
V evropských zoo je chováno všech šest žijících druhů plameňáků. Nejvíce je zastoupen plameňák růžový – v téměř 200 zoo.
V rámci Česka jsou k vidění čtyři druhy. Nejčastěji chovaným druhem i v tomto případě plameňák růžový (11 zoo). Plameňák kubánský je chován ve čtyřech zoo, plameňák chilský a plameňák malý ve dvou zoo. Jedinou zoo v Česku, která chová tři druhy plameňáků, je Zoo Praha. Díky tomu bylo v pražské zoo ke konci roku 2017 chováno celkem 197 plameňáků. Nejvíce jedinců jednoho druhu pak mají v Zoo Hluboká, kde kolonie plameňáka růžového ke konci roku 2017 činila 127 zvířat.
Přehled 12 českých zoo s plameňáky:
- Zoo Brno
- Zoo Dvůr Králové
- Zoo Hluboká
- Zoo Hodonín
- Zoopark Chomutov
- Zoo Jihlava
- Zoo Liberec
- Zoo Olomouc
- Zoo Ostrava
- Zoo Plzeň
- Zoo Praha
- Zoo Zlín

Na Slovensku chovají plameňáky všechny čtyři tradiční zoo (Zoo Bojnice, Zoo Bratislava, Zoo Košice, Zoo Spišská Nová Ves). Tři druhy plameňáků chová Zoo Košice. V roce 2021 začala chovat plameňáky růžové, jako první ze soukromých zoologických zahrada v Česku, Zoo Dvorec v jižních Čechách.